# منتخب ألمانيا لكأس ديفيز
منتخب ألمانيا لكأس ديفيز (بالألمانية: Deutsche Davis-Cup-Mannschaft)‏ هو ممثل ألمانيا الرسمي في كرة المضرب في كأس ديفيز.